# Unió Africana de Radiodifusió
La Unió Africana de Radiodifusió (en anglès: African Union of Broadcasting (AUB), en francès: Union Africaine de Radiodiffusion (UAR)) és un organisme professional compost per les organitzacions nacionals de ràdio i televisió dels països africans. L'organització està compromesa amb el desenvolupament de tots els aspectes de la transmissió a l'Àfrica, inclòs l'intercanvi de programació local. Té la seva seu a Dakar, Senegal.
L'AUB va ser fundada en 1962 com la Unió d'Organismes Nacionals de Televisió i Ràdio d'Àfrica (en anglès: Union of African National Television and Radi Organizations, en francès: Union des Radiodiffusions et Televisions Nationales d'Afrique (URTNA), una agència autònoma especialitzada que treballava sota els auspicis de l'OUA. L'organització va passar a anomenar-se AUB en 2006.

## Membres
| País                            | Organització de radiodifusió                                    |
| ------------------------------- | --------------------------------------------------------------- |
| Angola                          | Televisão Pública d'Angola                                      |
| Algèria                         | Ràdio Algérienne                                                |
| Algèria                         | Établissement public de télévision                              |
| Benín                           | Office de Radiodiffusion et Télévision du Bénin                 |
| Botswana                        | Botswana TV                                                     |
| Burkina Faso                    | Radio Télévision du Burkina                                     |
| Burundi                         | Radiodiffusion-Télévision Nationale du Burundi (RTNB)           |
| Cap Verd                        | Rádio e Televisão Capverdiana (RTC)                             |
| Cap Verd                        | TV Rècord                                                       |
| Camerun                         | Cameroon Radio Television                                       |
| Txad                            | Radiodiffusion Nationale Tchadienne                             |
| Comores                         | Office de radio et télévision des Comores (ORTC)                |
| República del Congo             | Télé Congo                                                      |
| Costa d’Ivori                   | Radio Television Ivoirienne (RTI)                               |
| Djibouti                        | Radiodiffusion Télévision de Djibouti                           |
| Egipte                          | Egyptian Radio and Television Union (ERTU)                      |
| Eritrea                         | Eri-TV                                                          |
| Etiòpia                         | Ethiopian Television (ETV)                                      |
| Eswatini                        | Swaziland Broadcasting and Information Service                  |
| Gabon                           | Radio Télévision Gabonaise                                      |
| Gàmbia                          | Gambia Radio & Television Service                               |
| Ghana                           | Ghana Broadcasting Corporation                                  |
| Guinea                          | Radio Télévision Guinéenne                                      |
| Guinea Bissau                   | Radio Televisão da Guiné-Bissau                                 |
| Guinea Equatorial               | Televisió de Guinea Equatorial (TVGE)                           |
| Kenya                           | Kenya Broadcasting Corporation                                  |
| Lesotho                         | Lesotho Broadcasting Service                                    |
| Libèria                         | Libèria Broadcasting System                                     |
| Madagascar                      | Télévision Malagasy                                             |
| Malawi                          | Malawi Broadcasting Corporation                                 |
| Mali                            | Office de Radiodiffusion-Télévision du Mali (ORTM)              |
| Marroc                          | Société nationale de radiodiffusion et de télévision (SNRT)     |
| Marroc                          | 2M TV                                                           |
| Maurici                         | Mauritius Broadcasting Corporation (MBC)                        |
| Mauritània                      | TV de Mauritanie                                                |
| Mauritània                      | Radio Nationale (Mauritània)                                    |
| Moçambic                        | Televisão de Moçambique                                         |
| Namíbia                         | Namibian Broadcasting Corporation                               |
| Níger                           | Office de radiodiffusion et Télévision du Níger (ORTN)          |
| Nigèria                         | Nigerian Television Authority (NTA)                             |
| República Democràtica del Congo | Ràdio-Télévision nationale congolaise                           |
| Ruanda                          | Ràdio Ruanda                                                    |
| São Tomé i Príncipe             | Televisão Santomense (TVS)                                      |
| Senegal                         | Radiodiffusion Télévision Sénégalaise (RTS)                     |
| Seychelles                      | Seychelles Broadcasting Corporation                             |
| Sierra Leone                    | Sierra Leone Broadcasting Corporation                           |
| Sud-àfrica                      | South African Broadcasting Corporation                          |
| Sudan                           | Sudan TV                                                        |
| Sudan del Sud                   | South Sudan Television                                          |
| Tanzània                        | Tanzania Broadcasting Corporation                               |
| Togo                            | Télévision Togolaise (TVT)                                      |
| Tunísia                         | Établissement de la radiodiffusion-télévision tunisienne (ERTT) |
| Uganda                          | Uganda Broadcasting Corporation                                 |
| Zàmbia                          | Zambia National Broadcasting Corporation                        |
| Zimbàbue                        | Zimbabwe Broadcasting Corporation                               |